# Christopher Krabbe

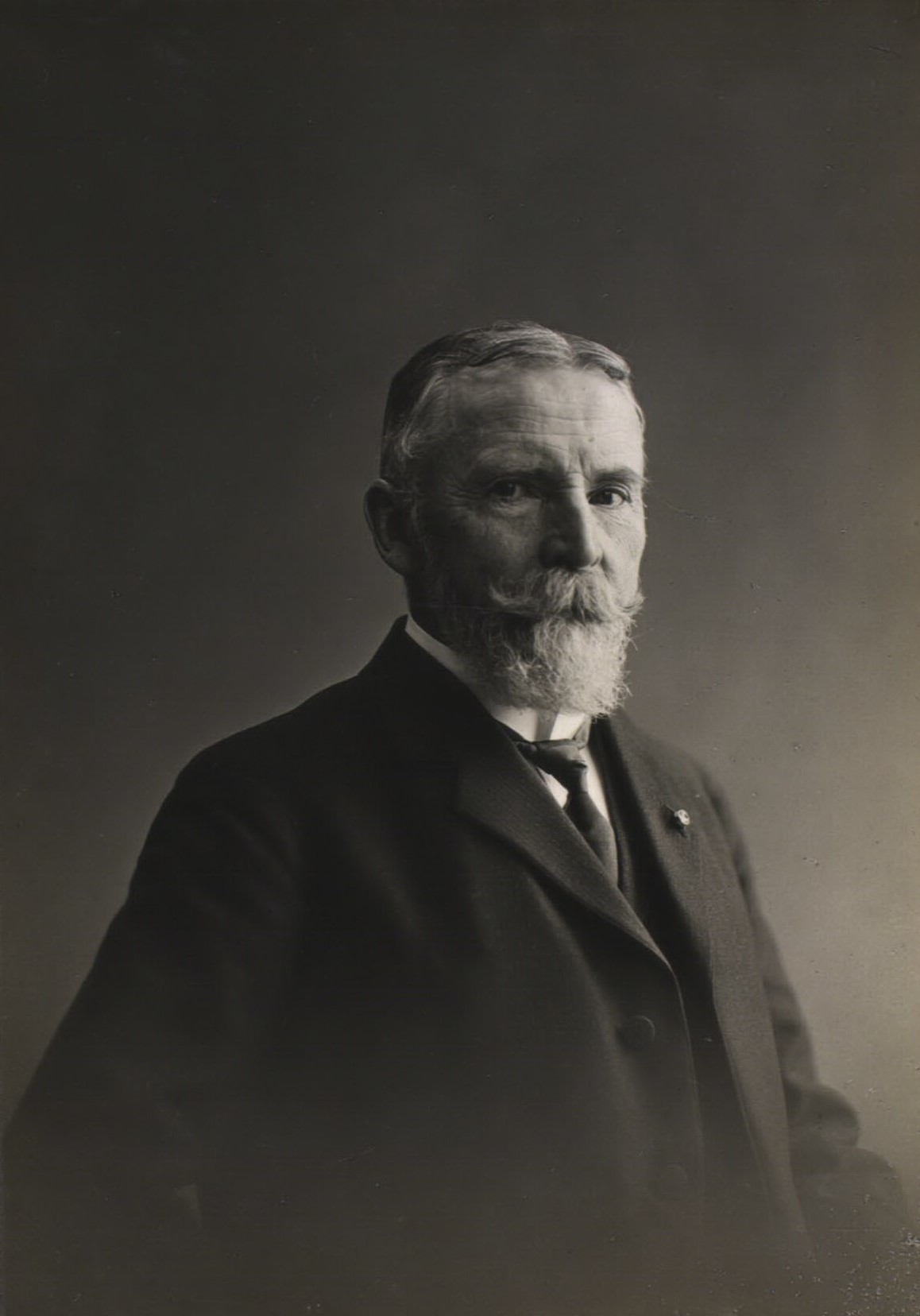
Christopher Krabbe

Christopher Krabbe (* 20. Juli 1833 auf Holgershåb auf Falster; † 22. Mai 1913 in Hellerup) war ein dänischer Politiker.

## Leben

### Herkunft und Familie
Christopher Krabbe entstammte der Linie Krabbe zu Damsgård des Adelsgeschlechtes Krabbe. Sein Vater war Anton Krabbe, seine Mutter dessen Gattin Vilhelmine, geb. Nyrop. Krabbe heiratete Marie Boesen (* 1837; † unbekannt), Tochter Joachim Boesens und dessen Gattin, geb. Knudsen.

### Laufbahn
1852 erhielt Krabbe sein Abitur in Sorø, 1859 machte er seinen Abschluss als cand. jur. Danach betätigte er sich journalistisch, u. a. bei Fædrelandet. 1870 wurde Krabbe zum Oberrechtsprokurator ernannt, nachdem er bereits seit 1868 zum Oberrechtsprokurator auf Probe ernannt worden war. 1871 wurde er zum Bezirksrichter auf Fejø ernannt. 1876 wurde er Stadt- und Kreisvogt in Grenaa, 1883 in Skive. Von 1881 bis 1892 war er Eigner von Hald Ege und von 1886 bis 1909 war Krabbe Kreisvogt in Lysgård.
Von 1864 bis 1884 und seit 1895 war Krabbe Folketingsabgeordneter für den Kreis Kalundborg. Von 1870 bis 1883 war er Vorsitzender des Folketings. Zudem war er Vorstandsmitglied des Dansk Folkemuseum, der Verwaltung der Julius Skrikes Stiftelse, des Bankrates des Landmandsbanken und des Rates des Geografisk Selskab sowie von 1879 bis 1895 im Obervorstand der dänischen Schützenvereine. Im Kabinett Zahle war er Verteidigungsminister.

## Endnoten
1. ↑  Krabbe, in: Store norske leksikon.
2. 1 2 3  Eintrag in Kraks Blå Bog.

| Personendaten    | Personendaten              |
| ---------------- | -------------------------- |
| NAME             | Krabbe, Christopher        |
| KURZBESCHREIBUNG | dänischer Politiker        |
| GEBURTSDATUM     | 20. Juli 1833              |
| GEBURTSORT       | auf Holgershåb auf Falster |
| STERBEDATUM      | 22. Mai 1913               |
| STERBEORT        | Hellerup                   |